# Pierre Dulaine

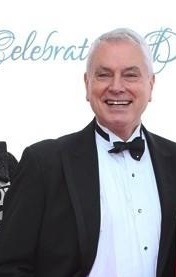
Pierre Dulaine

Pierre Dulaine (* April 1944 in Jaffa) ist ein bekannter Tanzlehrer in New York. Er unterrichtet in seinem Studio die High Society New Yorks. 
Dulaines Eltern flohen 1948 mit ihm aus Palästina und siedelten sich in Jordanien an. Nach der Sueskrise 1956 flohen seine Eltern nach England. Dort begann er zu tanzen, zuerst mit Rita Pova, später mit Yvonne Marceau. Nach seiner Karriere als Ballroom-Tänzer ließ er sich 1972 in Amerika nieder und gründete sein Tanzstudio.
In dem Film Dance! (Originaltitel: Take The Lead) mit Antonio Banderas wurde ein Teil seines Lebens verfilmt. In dem Film wurde gezeigt, wie er einige Schüler aus der Bronx in Gesellschaftstänzen wie Rumba, Tango, Foxtrott, Merengue und Swing unterrichtete. Sie kannten vorher nur Hip-Hop-Tanz und wollten eigentlich nichts von Gesellschaftstänzen wissen. Er wollte sie nicht ändern, sie aber mit seinem Unterricht lehren, worauf es im Leben wirklich ankommt: Die Fähigkeit zu führen und zu folgen – gegenseitiger Respekt und Vertrauen.